# Prêmio Nobel de Literatura
O Prêmio (português brasileiro) ou Prémio (português europeu) Nobel de Literatura (em sueco: Nobelpriset i litteratur; ouça a pronúncia) é um prêmio literário sueco que é concedido anualmente, desde 1901, a um autor de qualquer país que, nas palavras da vontade do industrial sueco Alfred Nobel, produziu "no campo da literatura o trabalho mais notável em uma direção ideal" (em sueco: den som inom litteraturen har producerat det utmärktaste i idealisk riktning). Embora os trabalhos individuais sejam às vezes citados como particularmente dignos de nota, o prêmio é baseado no conjunto da obra de um autor como um todo. A Academia Sueca é responsável por escolher o ganhador do prêmio e anunciar os nomes dos laureados, no início de outubro. É um dos cinco Prêmios Nobel estabelecidos pela vontade de Alfred Nobel em 1895. Em algumas ocasiões, o prêmio foi adiado para o ano seguinte. Não foi concedido em 2018, mas dois prêmios foram concedidos em 2019.
Embora o Prêmio Nobel de Literatura tenha se tornado o prêmio literário de maior prestígio do mundo, a Academia Sueca tem atraído críticas significativas por seu tratamento do prêmio, principalmente pelas escolhas dos laureados e das indicações, sendo acusada de ter viés político, eurocentrismo e más escolhas envolvendo a premiação.

## História
Alfred Nobel estipulou em seu testamento que seu dinheiro seria usado para criar uma série de prêmios para aqueles que conferem o "maior benefício para a humanidade" em física, química, paz, fisiologia ou medicina e literatura. Embora Nobel tenha escrito vários testamentos durante sua vida, o último foi escrito pouco mais de um ano antes de sua morte e assinado no Clube Sueco-Norueguês em Paris em 27 de novembro de 1895. Nobel legou 94% de seus ativos totais, 31 milhões de coroas suecas (o equivalente a US$ 198 milhões ou € 176 milhões em 2016), para estabelecer e dotar os cinco prêmios Nobel. Devido ao nível de ceticismo em torno do testamento, só em 26 de abril de 1897 foi aprovado pelo Storting, o Parlamento da Noruega. Os executores de seu testamento foram Ragnar Sohlman e Rudolf Lilljequist, que formaram a Fundação Nobel para cuidar da fortuna de Alfred Nobel e organizar os prêmios.
Os membros do Comitê Nobel Norueguês que deveriam conceder o Prêmio da Paz foram nomeados logo após a aprovação do testamento. As organizações que fariam a premiação foram: o Instituto Karolinska em 7 de junho, a Academia Sueca em 9 de junho e a Academia Real das Ciências da Suécia em 11 de junho. A Fundação Nobel chegou então a um acordo sobre as diretrizes de como o Prêmio Nobel deveria ser concedido. Em 1900, os estatutos recém-criados da Fundação Nobel foram promulgados pelo rei Óscar II.

## Processo de premiação
Todos os anos, a Academia Sueca envia pedidos de nomeação de candidatos ao Prêmio Nobel de Literatura. Membros da Academia, membros de academias e sociedades de literatura, professores de literatura e línguas, ex-laureados com o Nobel de Literatura e presidentes de organizações de escritores podem indicar um candidato, porém não é permitido autoindicar-se.
Milhares de solicitações são enviadas a cada ano e, em 2011, cerca de 220 delas tiveram retorno. Essas propostas devem ser recebidas pela Academia até 1 de fevereiro, quando são examinadas pelo Comitê Nobel. Em abril, a Academia restringe o campo a cerca de vinte candidatos. Até maio, uma pequena lista de cinco nomes é aprovada pelo Comitê. Os quatro meses seguintes são gastos na leitura e revisão dos trabalhos dos cinco candidatos. Em outubro, os membros da Academia votam e o candidato que recebe mais da metade dos votos é nomeado o ganhador do Prêmio Nobel de Literatura. Ninguém pode obter o prêmio sem estar na lista pelo menos duas vezes, assim muitos dos mesmos autores reaparecem e são revisados repetidamente ao longo dos anos. A academia é mestre em treze idiomas, mas quando um candidato indicado escreve em uma língua desconhecida, são convidados tradutores e especialistas juramentados para traduzirem alguns trechos desse escritor. Outros elementos do processo são semelhantes aos de outros prêmios Nobel. Os juízes são compostos de um comitê de 18 membros que são eleitos para um mandato vitalício e até 2018, não estavam tecnicamente autorizados a renunciar. Em 2 de maio de 2018, o rei Carlos XVI Gustavo alterou as regras da academia e possibilitou a renúncia dos membros. As novas regras também afirmam que um membro que estiver inativo no trabalho da academia por mais de dois anos pode ser solicitado a renunciar.
O prêmio é geralmente anunciado em outubro. Às vezes, no entanto, o prêmio foi anunciado no ano após o ano nominal, sendo o último o prêmio de 2018. No meio da controvérsia em torno de alegações de agressão sexual, conflito de interesses e renúncias, em 4 de maio de 2018, a Academia Sueca anunciou que o prêmio de 2018 seria anunciado em 2019, juntamente com o laureado de 2019.

## Prêmios
O laureado ganha a medalha do Prêmio Nobel, cunhada pela Myntverket na Suécia e pela Casa da Moeda e com uma imagem de Alfred Nobel no esquerdo, acompanhada de suas datas de nascimento e morte. Os vencedores recebem um diploma diretamente das mãos do rei da Suécia que contém uma imagem e um texto onde o nome do laureado é especificado, assim como o motivo ou motivos da concessão. O laureado também é convidado a dar uma palestra durante a "Semana do Nobel" em Estocolmo; o destaque é a cerimônia de premiação e o banquete no dia 10 de dezembro.
O prêmio em dinheiro do Prêmio Nobel tem flutuado desde a sua inauguração, mas a partir de 2012 ficou em 8 000 000 coroas suecas (cerca de US$ 1 100 000), antes era de 10 000 000 coroas. Esta não foi a primeira vez que o montante do prêmio foi diminuído - começando com um valor nominal de kr 150 782 em 1901 (no valor de 8 123 951 coroas em 2011) o valor nominal foi tão baixo quanto 121 333 coroas (2 370 660 coroas em 2011) em 1945 - mas tem sido estabilizado desde então, chegando a um valor de 11 659 016 coroas em 2001.

### Medalhas
As medalhas do Prêmio Nobel, cunhadas pela Myntverket na Suécia e na Casa da Moeda da Noruega desde 1902, são marcas registradas da Fundação Nobel. Cada medalha apresenta uma imagem de Alfred Nobel no perfil esquerdo no anverso (frente da medalha). As medalhas do Prêmio Nobel de Física, Química, Fisiologia ou Medicina e Literatura têm obversos idênticos, mostrando a imagem de Alfred Nobel e os anos de seu nascimento e morte (1833-1896). O retrato de Nobel também aparece no anverso da medalha do Prêmio Nobel da Paz e na Medalha pelo Prêmio em Economia, mas com um design ligeiramente diferente. A imagem no verso de uma medalha varia de acordo com a instituição que concede o prêmio. Os versos das medalhas do Prêmio Nobel de Química e Física compartilham o mesmo design. A medalha para o Prêmio Nobel de Literatura foi projetada por Erik Lindberg.

### Diploma
Os ganhadores do Prêmio Nobel recebem um diploma diretamente do rei da Suécia. Cada diploma é projetado exclusivamente pelas instituições premiadas para o laureado que o recebe. O diploma contém uma foto e um texto que declaram o nome do laureado e normalmente uma citação do motivo pelo qual receberam o prêmio.

## Laureados
O Prémio Nobel da Literatura foi atribuído 117 vezes entre 1901 e 2024 a 121 indivíduos, sendo 103 homens e 18 mulheres. O prêmio foi dividido entre duas pessoas em quatro ocasiões e não foi concedido em sete ocasiões. Os laureados incluíram escritores em 25 idiomas diferentes. O laureado mais jovem foi Rudyard Kipling, que tinha 41 anos quando foi premiado em 1907, e a laureada mais velha a receber o prêmio foi Doris Lessing, que tinha 88 anos quando foi premiada em 2007. Foi concedido postumamente uma vez, a Erik Axel Karlfeldt em 1931. Em algumas ocasiões, a instituição premiadora, a Academia Sueca, concedeu o prêmio aos seus próprios membros: Verner von Heidenstam em 1916, o prêmio póstumo para Karlfeldt em 1931, Pär Lagerkvist em 1951, e o prêmio compartilhado para Eyvind Johnson e Harry Martinson em 1974. Selma Lagerlöf foi eleita membro da Academia Sueca em 1914, cinco anos depois de ter recebido o Prêmio Nobel em 1909. Três escritores recusaram o prêmio, Erik Axel Karlfeldt em 1919, Boris Pasternak em 1958 (Aceito primeiro, mais tarde obrigado pelas autoridades de seu país, a União Soviética, a recusar o Prêmio, de acordo com a Fundação Nobel) e Jean-Paul Sartre em 1964.
Nos primeiros cem anos de história do Prêmio Nobel, 61,2% dos laureados literários vieram de apenas dez países; os mesmos dez países receberam 82,2% de todos os prêmios Nobel. Os romancistas dominaram os prêmios (52), seguidos por significativamente menos poetas (28) e dramaturgos (11). Dois receberam prêmios literários por suas obras históricas: Theodor Mommsen (1902) e Winston Churchill (1953). Enquanto 4,1% de todos os ganhadores do Nobel são mulheres, a proporção de ganhadores do Nobel de literatura é de 31%. Na época da entrega do prêmio, a média de idade dos criadores era de 63,8 anos.
As diretrizes de Alfred Nobel para o prêmio, afirmando que o candidato deveria ter concedido "o maior benefício à humanidade" e escrito "numa direção idealista", suscitaram muita discussão. No início da história do prêmio, o idealismo de Nobel era lido como um idealismo elevado e sólido. O conjunto de critérios, caracterizado por seu idealismo conservador, considerando sagrados a igreja, o estado e a família, resultou em prêmios para Bjørnstjerne Bjørnson, Rudyard Kipling e Paul Heyse. Durante a Primeira Guerra Mundial, houve uma política de neutralidade, o que explica em parte o número de prêmios concedidos aos escritores escandinavos. Na década de 1920, a "direção idealista" foi interpretada de forma mais generosa como "humanidade de coração aberto", levando a prêmios para escritores como Anatole France, George Bernard Shaw e Thomas Mann. Na década de 1930, "o maior benefício para a humanidade" foi interpretado como escritores ao alcance de todos, com autores como Sinclair Lewis e Pearl Buck recebendo reconhecimento. Ainda nesse contexto, August Strindberg foi repetidamente contornado pelo comitê, mas tem a singular distinção de ser premiado com o Prêmio AntiNobel, conferido pela aclamação popular e assinatura nacional e apresentado a ele em 1912 pelo futuro primeiro-ministro Hjalmar Branting. James Joyce escreveu os livros que ocupam o 1º e 3º lugar na Modern Library 100 Best Novels - Ulysses e Portrait of the Artist as a Young Man - mas Joyce nunca venceu.
A partir de 1986, a Academia reconheceu o horizonte internacional no testamento do Nobel que rejeitou qualquer consideração sobre a nacionalidade dos candidatos e premiou autores de todo o mundo como Wole Soyinka da Nigéria, Naguib Mahfouz do Egito, Octavio Paz do México, Nadine Gordimer da África do Sul, Derek Walcott de Santa Lúcia, Toni Morrison, o primeiro afro-americano da lista, Kenzaburo Oe do Japão, e Gao Xingjian, o primeiro laureado a escrever em chinês. Na década de 2000, VS Naipaul, Mario Vargas Llosa e o escritor chinês Mo Yan foram premiados, mas a política de "um prêmio para o mundo inteiro" tem sido menos perceptível, já que a Academia premiou principalmente escritores europeus e de língua inglesa da tradição literária ocidental. Em 2015, um raro prêmio a escritora de não-ficção foi concedido a Svetlana Alexievich.

### Lista dos laureados
| Ano  | Laureado (Nascimento–Falecimento)   | País                        | Citação |
| ---- | ----------------------------------- | --------------------------- | --- |
| 1901 | Sully Prudhomme (1839–1907)         | França                      | "em especial reconhecimento a sua composição poética, que dá provas de idealismo elevado, perfeição artística e uma combinação rara das qualidades do coração e do intelecto" |
| 1902 | Theodor Mommsen (1817–1903)         | Alemanha                    | "o maior mestre vivo da arte da escrita histórica, com referência especial à sua monumental obra: A História de Roma" |
| 1903 | Bjørnstjerne Bjørnson (1832–1910)   | Noruega                     | "como um tributo à sua poesia nobre, magnífica e versátil, que sempre se distinguiu pela frescura da sua inspiração como pela rara pureza do seu espírito" |
| 1904 | Frédéric Mistral (1830–1914)        | França                      | "em reconhecimento à originalidade fresca e verdadeira inspiração de sua produção poética, que reflete fielmente o cenário natural e o espírito nativo do seu povo, e, além disso, seu trabalho significativo como um filólogo provençal" |
| 1904 | José Echegaray (1832–1916)          | Espanha                     | "em reconhecimento às inúmeras e brilhantes composições que, de forma individual e original, reviveram as grandes tradições do drama espanhol" |
| 1905 | Henryk Sienkiewicz (1846–1916)      | Polônia                     | "por causa de seus notáveis méritos como escritor épico" |
| 1906 | Giosuè Carducci (1835–1907)         | Itália                      | "não apenas em consideração a sua aprendizagem profunda e investigação crítica, mas sobretudo como uma homenagem à energia criativa, o frescor do estilo, e a força lírica que caracterizam suas obras poéticas" |
| 1907 | Rudyard Kipling (1865–1936)         | Reino Unido                 | "em consideração ao poder de observação, originalidade de imaginação, virilidade de ideias e talento notável para a narração que caracterizam as criações deste autor mundialmente famoso" |
| 1908 | Rudolf Eucken (1846–1926)           | Alemanha                    | "em reconhecimento à sua busca sincera da verdade, sua penetrante força de pensamento, seu amplo campo de visão, e o calor e a firmeza de apresentação com as quais, em seus numerosos trabalhos, tem justificado e desenvolvido uma idealista filosofia de vida" |
| 1909 | Selma Lagerlöf (1858–1940)          | Suécia                      | "em apreciação pelo idealismo sublime, imaginação vívida e percepção espiritual que caracterizam seus escritos" |
| 1910 | Paul von Heyse (1830–1914)          | Alemanha                    | "como um tributo à habilidade artística completa, impregnada de idealismo, que demonstrou durante sua longa e produtiva carreira como poeta lírico, dramaturgo, romancista e escritor de contos de renome mundial" |
| 1911 | Maurice Maeterlinck (1862–1949)     | Bélgica                     | "em apreciação às suas atividades literárias multifacetadas, e especialmente por seus trabalhos dramáticos, que se distinguem por uma riqueza de imaginação e uma fantasia poética, que revelam, por vezes sob a forma de um conto de fadas, uma inspiração profunda, enquanto que de uma maneira misteriosa, apelam para os sentimentos dos próprios leitores e estimulam suas imaginações" |
| 1912 | Gerhart Hauptmann (1862–1946)       | Alemanha                    | "principalmente em reconhecimento à sua produção fértil, variada e de destaque no domínio da arte dramática" |
| 1913 | Rabindranath Tagore (1861–1941)     | Reino Unido                 | "pelo seu poema profundamente sensível, fresco, e belo, pelo qual, com consumada perícia, fez do seu pensamento poético, expresso nas suas próprias palavras inglesas, uma parte da literatura do ocidente" |
| 1914 | O prêmio não foi atribuído.         | O prêmio não foi atribuído. | O prêmio não foi atribuído. |
| 1915 | Romain Rolland (1866–1944)          | França                      | "como um tributo ao elevado idealismo de sua produção literária e pela simpatia e amor à verdade com os quais descreveu os diferentes tipos de seres humanos" |
| 1916 | Verner von Heidenstam (1859–1940)   | Suécia                      | "em reconhecimento do seu significado como o representante principal de uma nova era em nossa literatura" |
| 1917 | Karl Adolph Gjellerup (1857–1919)   | Dinamarca                   | "por sua poesia variada e rica, que é inspirada por nobres ideais" |
| 1917 | Henrik Pontoppidan (1857–1943)      | Dinamarca                   | "por suas descrições autênticas da vida de hoje na Dinamarca" |
| 1918 | O prêmio não foi atribuído.         | O prêmio não foi atribuído. | O prêmio não foi atribuído. |
| 1919 | Carl Spitteler (1845–1924)          | Suíça                       | "em especial agradecimento por seu épico: Primavera Olímpica" |
| 1920 | Knut Hamsun (1859–1952)             | Noruega                     | "por seu trabalho monumental: Os Frutos da Terra" |
| 1921 | Anatole France (1844–1924)          | França                      | "em reconhecimento por suas brilhantes realizações literárias, caracterizadas como elas são, por uma nobreza de estilo, uma profunda simpatia humana, graça, e um verdadeiro temperamento gaulês" |
| 1922 | Jacinto Benavente (1866–1954)       | Espanha                     | "pelo modo agradável com que deu sequência ao tradicional drama espanhol" |
| 1923 | William Butler Yeats (1865–1939)    | Irlanda                     | "por sua poesia sempre inspirada, que em uma forma altamente artística dá expressão ao espírito de uma nação inteira" |
| 1924 | Władysław Reymont (1867–1925)       | Polônia                     | "por seu grande épico nacional, Os Camponeses" |
| 1925 | George Bernard Shaw (1856–1950)     | Irlanda                     | "por seu trabalho que é marcado pelo idealismo e humanidade, sua sátira estimulante muitas vezes sendo infundida com uma singular beleza poética" |
| 1926 | Grazia Deledda (1871–1936)          | Itália                      | "por seus escritos idealisticamente inspirados que, com clareza plástica descreve a vida na sua ilha natal e com profundidade e simpatia trata dos problemas humanos em geral" |
| 1927 | Henri Bergson (1859–1941)           | França                      | "em reconhecimento às suas ideias ricas e vitalizantes e à habilidade genial com que elas têm sido apresentadas" |
| 1928 | Sigrid Undset (1882–1949)           | Noruega                     | "principalmente pelas suas fortes descrições da vida nórdica durante a Idade Média" |
| 1929 | Thomas Mann (1875–1955)             | Alemanha                    | "principalmente por seu grande romance, Buddenbrooks, que ganhou reconhecimento cada vez maior como uma das obras clássicas da literatura contemporânea" |
| 1930 | Sinclair Lewis (1885–1951)          | Estados Unidos              | "por sua arte vigorosa e gráfica de descrição e sua capacidade de criar com sagacidade e humor, novos tipos de personagens" |
| 1931 | Erik Axel Karlfeldt (1864–1931)     | Suécia                      | "A poesia de Erik Axel Karlfeldt" |
| 1932 | John Galsworthy (1867–1933)         | Reino Unido                 | "por sua arte distinta de narração, que tem sua forma mais elevada em The Forsyte Saga" |
| 1933 | Ivan Bunin (1870–1953)              | União Soviética ·           | "pela habilidade artística precisa com que deu continuidade às tradições clássicas russas na prosa" |
| 1934 | Luigi Pirandello (1867–1936)        | Itália                      | "por sua revitalização arrojada e engenhosa da arte dramática e cênica" |
| 1935 | O prêmio não foi atribuído.         | O prêmio não foi atribuído. | O prêmio não foi atribuído. |
| 1936 | Eugene O'Neill (1888–1953)          | Estados Unidos              | "pela força, honestidade e emoções intensas de suas obras dramáticas, que incorporam um conceito original da tragédia" |
| 1937 | Roger Martin du Gard (1881–1958)    | França                      | "pela força artística e verdade com que descreveu os conflitos humanos, bem como alguns aspectos fundamentais da vida contemporânea em seu ciclo de romances Les Thibault" |
| 1938 | Pearl S. Buck (1892–1973)           | Estados Unidos              | "por suas ricas e verdadeiras descrições épicas da vida dos camponeses na China e por seus trabalhos biográficos" |
| 1939 | Frans Eemil Sillanpää (1888–1964)   | Finlândia                   | "por seu profundo entendimento dos camponeses de seu país e pela arte requintada com que retratou seus modos de vida e suas relações com a natureza" |
| 1940 | O prêmio não foi atribuído.         | O prêmio não foi atribuído. | O prêmio não foi atribuído. |
| 1941 | O prêmio não foi atribuído.         | O prêmio não foi atribuído. | O prêmio não foi atribuído. |
| 1942 | O prêmio não foi atribuído.         | O prêmio não foi atribuído. | O prêmio não foi atribuído. |
| 1943 | O prêmio não foi atribuído.         | O prêmio não foi atribuído. | O prêmio não foi atribuído. |
| 1944 | Johannes Vilhelm Jensen (1873–1950) | Dinamarca                   | "pela força rara e fertilidade de sua imaginação poética com a qual se combinam uma curiosidade intelectual de amplo alcance e um estilo arrojado, vivamente criativo" |
| 1945 | Gabriela Mistral (1889–1957)        | Chile                       | "por sua poesia lírica, inspirada por fortes emoções, que fez de seu nome um símbolo das aspirações idealistas de todo o mundo latino-americano" |
| 1946 | Hermann Hesse (1877–1962)           | Alemanha · Suíça ·          | "por seus escritos inspirados que, enquanto crescem em audácia e penetração, exemplificam os ideais humanitários clássicos e as altas qualidades de estilo" |
| 1947 | André Gide (1869–1951)              | França                      | "por seus escritos solidários e artisticamente significativos, nos quais os problemas e as condições humanas são apresentados com um destemido amor pela verdade e uma intuição psicológica aguda" |
| 1948 | T. S. Eliot (1888–1965)             | Reino Unido ·               | "por sua contribuição pioneira e notável à poesia contemporânea" |
| 1949 | William Faulkner (1897–1962)        | Estados Unidos              | "por sua contribuição forte e artisticamente incomparável para o moderno romance americano" |
| 1950 | Bertrand Russell (1872–1970)        | Reino Unido                 | "em reconhecimento aos seus escritos variados e significativos, nos quais defende os ideais humanitários e a liberdade de pensamento" |
| 1951 | Pär Lagerkvist (1891–1974)          | Suécia                      | "pelo vigor artístico e verdadeira independência de pensamento com que esforça-se, em sua poesia, para achar respostas para as eternas questões que afrontam a humanidade" |
| 1952 | François Mauriac (1885–1970)        | França                      | "pela intuição espiritual profunda e pela intensidade artística com que, em seus romances, penetrou no drama da vida humana" |
| 1953 | Winston Churchill (1874–1965)       | Reino Unido                 | "por sua maestria na descrição histórica e biográfica, bem como pela brilhante oratória em defesa dos valores humanos" |
| 1954 | Ernest Hemingway (1899–1961)        | Estados Unidos              | "por sua maestria da arte narrativa, mais recentemente demonstrada em "O Velho e O Mar", e pela influência que exerceu no estilo contemporâneo" |
| 1955 | Halldór Laxness (1902–1998)         | Islândia                    | "por seu épico vívido e poderoso que renovou a grande arte narrativa da Islândia" |
| 1956 | Juan Ramón Jiménez (1881–1958)      | Espanha                     | "por sua poesia lírica, que na língua espanhola constitui um exemplo de espírito elevado e pureza artística" |
| 1957 | Albert Camus (1913–1960)            | França ·                    | "por sua produção literária importante, que com lúcida sinceridade ilumina os problemas da consciência humana em nossos tempos" |
| 1958 | Boris Pasternak (1890–1960)         | União Soviética             | "por sua importante conquista tanto na poesia lírica contemporânea como no campo da grande e épica tradição russa" |
| 1959 | Salvatore Quasimodo (1901–1968)     | Itália                      | "por sua poesia lírica, que com fogo clássico expressa a experiência trágica da vida em nossos tempos" |
| 1960 | Saint-John Perse (1887–1975)        | França                      | "pelos vôos e imagens evocativas da sua poesia, que de uma forma visionária refletem as condições do nosso tempo" |
| 1961 | Ivo Andrić (1892–1975)              | Iugoslávia ·                | "pela força épica com a qual ele traçou temas e descreveu destinos humanos desenhados a partir da história de seu país" |
| 1962 | John Steinbeck (1902–1968)          | Estados Unidos              | "por seus escritos realistas e imaginativos, combinando-os com humor simpático e percepção social afiado" |
| 1963 | Giórgos Seféris (1900–1971)         | Grécia ·                    | "pela sua escrita eminentemente lírica, inspirada por um sentimento profundo para o mundo helênico de cultura" |
| 1964 | Jean-Paul Sartre (1905–1980)        | França                      | "que pelo seu trabalho, rico em idéias e preenchido com o espírito da liberdade e em busca da verdade, exerceu uma influência profunda na nossa época" |
| 1965 | Michail Sholokhov (1905–1984)       | União Soviética             | "pelo poder artístico e integridade com a qual, em seu épico Don, ele deu expressão a uma fase histórica na vida do povo russo" |
| 1966 | Shmuel Yosef Agnon (1888–1970)      | Israel ·                    | "por sua arte narrativa profundamente característica com motivos da vida do povo judeu" |
| 1966 | Nelly Sachs (1891–1970)             | Suécia ·                    | "pela sua excelente escrita lírica e dramática, que interpreta o destino de Israel com toque de força" |
| 1967 | Miguel Ángel Asturias (1899–1974)   | Guatemala                   | "pela sua realização literária vívida, profundamente enraizada nos traços nacionais e tradições dos povos indígenas da América Latina" |
| 1968 | Yasunari Kawabata (1899–1972)       | Japão                       | "por sua maestria narrativa, que com grande sensibilidade expressa a essência da mente japonesa" |
| 1969 | Samuel Beckett (1906–1989)          | Irlanda                     | "pela sua escrita, que — em novas formas para o romance e drama — na destituição do homem moderno adquire sua elevação" |
| 1970 | Alexander Soljenítsin (1918–2008)   | União Soviética             | "pela força ética com a qual ele tem perseguido as indispensáveis tradições da literatura russa" |
| 1971 | Pablo Neruda (1904–1973)            | Chile                       | "pela poesia que, com a ação de uma força elemental, reaviva o destino e os sonhos de um continente" |
| 1972 | Heinrich Böll (1917–1985)           | Alemanha Ocidental          | "pela sua escrita que, através da combinação de uma perspectiva ampla sobre seu tempo com uma habilidade sensível de caracterização, contribuiu para a renovação da literatura alemã" |
| 1973 | Patrick White (1912–1990)           | Austrália ·                 | "por uma arte narrativa épica e psicológica que introduziu um novo continente à Literatura" |
| 1974 | Eyvind Johnson (1900–1976)          | Suécia                      | "por uma narrativa, perspicaz em terras em terra e idades, a serviço da liberdade" |
| 1974 | Harry Martinson (1904–1978)         | Suécia                      | "por escritos que capturam a gota de orvalho e refletem sobre o cosmos" |
| 1975 | Eugenio Montale (1896–1981)         | Itália                      | "por sua poesia distinta que, com grande sensibilidade artística, interpretou os valores humanos sob o signo de uma visão da vida sem ilusões" |
| 1976 | Saul Bellow (1915–2005)             | Estados Unidos ·            | "para o entendimento humano e sutil análise da cultura contemporânea que são combinados em sua obra" |
| 1977 | Vicente Aleixandre (1898–1984)      | Espanha                     | "para uma escrita poética criativa que ilumina a condição do homem no cosmos e na sociedade atual, ao mesmo tempo que representa a grande renovação das tradições de poesia espanhola entre as guerras" |
| 1978 | Isaac Bashevis Singer (1902–1991)   | Estados Unidos ·            | "por sua apaixonante narrativa artística que, com suas raízes na cultura tradicional polaco judaica,traz a condição universal e humana para a vida" |
| 1979 | Odysséas Elýtis (1911–1996)         | Grécia                      | "pela sua poesia, que, com a tradição grega em pano de fundo, descreve com força sensorial e visão intelectual a luta do homem moderno pela liberdade e criatividade" |
| 1980 | Czesław Miłosz (1911–2004)          | Polónia ·                   | "que com visão descomprometida oferece a voz à condição exposta do homem num mundo de conflitos severos" |
| 1981 | Elias Canetti (1905–1994)           | Reino Unido ·               | "por escritos marcados por uma ampla perspectiva, uma riqueza de ideias e poder artístico" |
| 1982 | Gabriel García Márquez (1927–2014)  | Colômbia                    | "pelos seus romances e contos, em que o fantástico e o real se combinam num mundo densamente composto pela imaginação, reflectindo a vida e os conflitos de um continente" |
| 1983 | William Golding (1911–1993)         | Reino Unido                 | "pelos seus romances que, com a perspicácia da arte narrativa e a diversidade e universalidade do mito, lançam luz sobre a condição humana hoje em dia" |
| 1984 | Jaroslav Seifert (1901–1986)        | Tchecoslováquia ·           | "pela sua poesia que dotada de frescura, e poder inventivo oferece uma imagem libertadora do indomável espírito e versatilidade do Homem" |
| 1985 | Claude Simon (1913–2005)            | França                      | "que no seu romance combina a criatividade do poeta e a do pintor com um sentido aprofundado do tempo no retrato que faz da condição humana" |
| 1986 | Wole Soyinka (1934–)                | Nigéria                     | "que numa perspectiva cultural ampla e com segundos sentidos poéticos perscruta o drama da existência" |
| 1987 | Joseph Brodsky (1940–1996)          | Estados Unidos ·            | "por um trabalho de grande envergadura, imbuído de clareza de pensamento e intensidade poética" |
| 1988 | Naguib Mahfouz (1911–2006)          | Egito                       | "que, por trabalhos ricos em matizes — já vividamente realistas, já evocativamente ambíguos — formou uma arte narrativa árabe que se aplica a toda a humanidade" |
| 1989 | Camilo José Cela (1916–2002)        | Espanha                     | "por uma prosa rica e intensa, que com compaixão contida forma uma visão desafiadora da vulnerabilidade humana" |
| 1990 | Octavio Paz (1914–1998)             | México                      | "por uma escrita apaixonada de horizontes largos, caracterizada por inteligência sensorial e integridade humanista" |
| 1991 | Nadine Gordimer (1923–2014)         | África do Sul               | "que pela sua magnífica escrita epica trouxe - nas palavras de Alfred Nobel - um grande benefício para a humanidade" |
| 1992 | Derek Walcott (1930–2017)           | Santa Lúcia                 | "por uma obra poética de grande luminosidade, sustentada numa visão histórica, o resultado de um compromisso multicultural" |
| 1993 | Toni Morrison (1931–2019)           | Estados Unidos              | "que em romances caracterizados por força visionária e lastro poético, oferece vida a um aspecto essencial da realidade dos Estados Unidos" |
| 1994 | Kenzaburo Oe (1935–2023)            | Japão                       | "que com força poética cria um mundo imaginado, onde a vida e o mito se condensam para formar o desenho desconcertante das dificuldades do homem de hoje" |
| 1995 | Seamus Heaney (1939–2013)           | Irlanda                     | "por trabalhos de uma beleza lírica e profundidade ética, quer exaltam os milagres quotidianos e o viver passado" |
| 1996 | Wisława Szymborska (1923–2012)      | Polónia                     | "pela poesia que, com precisão irônica, permite que contextos históricos e biológicos venham à tona, em fragmentos de realidade humana" |
| 1997 | Dario Fo (1926–2016)                | Itália                      | "que emula os bobos medievais no questionar da autoridade e no apoio à dignidade dos caídos" |
| 1998 | José Saramago (1922–2010)           | Portugal                    | "que, com parábolas portadoras de imaginação, compaixão e ironia torna constantemente compreensível uma realidade fugidia" |
| 1999 | Günter Grass (1927–2015)            | Alemanha                    | "que, com vivas fábulas negras, desenhou o rosto oculto da história" |
| 2000 | Gao Xingjian (1940–)                | França                      | "por uma obra de valor universal, uma lucidez amarga e uma ingenuidade linguística que abriram novos caminhos para o romance e o teatro chineses" |
| 2001 | Vidiadhar Naipaul (1932–2018)       | Reino Unido ·               | "por ter unido narrativa perceptiva e escrutínio incorruptível em obras que nos compelem a ver a presença de histórias suprimidas" |
| 2002 | Imre Kertész (1929–2016)            | Hungria                     | "pela escrita que apoia a frágil experiência do indivíduo contra a bárbara arbitrariedade da história" |
| 2003 | J.M. Coetzee (1940–)                | Austrália ·                 | "que com inumeráveis disfarces retrata o envolvimento surpreendente do forasteiro" |
| 2004 | Elfriede Jelinek (1946–)            | Áustria                     | "pelo seu fluxo musical de vozes e contra-vozes em novelas e peças que com extraordinário zelo linguístico revelam o absurdo dos clichés/clichês da sociedade e o seu poder subjugante" |
| 2005 | Harold Pinter (1930–2008)           | Reino Unido                 | "que nas suas peças descobre o precipício sob o murmúrio do dia-a-dia e força a entrada nos quartos escuros da opressão" |
| 2006 | Orhan Pamuk (1952–)                 | Turquia                     | "que na busca pela alma melancólica da sua cidade natal descobriu novos símbolos para o choque e interligação de culturas" |
| 2007 | Doris Lessing (1919–2013)           | Reino Unido                 | "tal epicista da experiência feminina que, com ceticismo, ardor e poder visionário sujeitou uma civilização dividia ao escrutínio" |
| 2008 | J. M. G. Le Clézio (1940–)          | França · Ilhas Maurícias    | "autor de novas partidas, aventura poética e êxtase sensual, explorador da humanidade além e sob a civilização regente" |
| 2009 | Herta Müller (1953–)                | Alemanha ·                  | "que, com a densidade da sua poesia e franqueza da prosa, retrata o universo dos desapossados" |
| 2010 | Mario Vargas Llosa (1936–2025)      | Peru · Espanha              | "por sua cartografia das estruturas de poder e suas imagens mordazes da resistência, revolta e derrota do indivíduo" |
| 2011 | Tomas Tranströmer (1931–2015)       | Suécia                      | "que, pelas suas condensadas e translúcidas imagens, nos dá um novo acesso à realidade" |
| 2012 | Mo Yan (1955–)                      | China                       | "que com realismo alucinatório funde contos populares, história e contemporaneidade" |
| 2013 | Alice Munro (1931–2024)             | Canadá                      | "mestra do conto contemporâneo" |
| 2014 | Patrick Modiano (1945–)             | França                      | "pela arte da memória com a qual ele evocou os destinos humanos mais inatingíveis e descobriu a vida do mundo da ocupação [alemã]" |
| 2015 | Svetlana Alexijevich (1948–)        | Bielorrússia ·              | "pelos seus escritos polifônicos, um monumento ao sofrimento e à coragem em nosso tempo" |
| 2016 | Bob Dylan (1941–)                   | Estados Unidos              | "por ter criado novos modos de expressão poética no quadro da tradição da música americana" |
| 2017 | Kazuo Ishiguro (1954–)              | Reino Unido ·               | "que, em romances de grande força emocional, descobriu o abismo sob nosso ilusório senso de conexão com o mundo" |
| 2018 | Olga Tokarczuk (1962–)              | Polónia                     | “por uma imaginação narrativa que, com paixão enciclopédica, representa o cruzamento de fronteiras como uma forma de vida” |
| 2019 | Peter Handke (1942–)                | Áustria                     | "por um trabalho influente que, com engenhosidade linguística, explorou a periferia e a especificidade da experiência humana" |
| 2020 | Louise Glück (1943–2023)            | Estados Unidos              | "por sua inconfundível voz poética que com austera beleza torna universal a existência individual". |
| 2021 | Abdulrazak Gurnah (1948–)           | Tanzânia ·                  | "por sua penetração intransigente e compassiva dos efeitos do colonialismo e do destino dos refugiados no abismo entre culturas e continentes". |
| 2022 | Annie Ernaux (1940–)                | França                      | "pela coragem e acuidade clínica com que descortina as raízes, os estranhamentos e os constrangimentos coletivos da memória pessoal". |
| 2023 | Jon Fosse (1959–)                   | Noruega                     | "pelas suas peças e prosa inovadoras que dão voz ao indizível". |
| 2024 | Han Kang (1970–)                    | Coreia do Sul               | "pela sua intensa prosa poética que confronta traumas históricos e expõe a fragilidade da vida humana". |

### Prêmios compartilhados
O Prêmio Nobel de Literatura pode ser dividido entre três pessoas. No entanto, a Academia tem sido relutante em atribuir prêmios partilhados, principalmente porque as divisões podem ser interpretadas como resultado de um compromisso. Os prêmios partilhados atribuídos a Frederic Mistral e José Echegaray em 1904 e a Karl Gjellerup e Henrik Pontoppidan em 1917 foram, na verdade, ambos resultados de compromissos. A Academia também hesitou em dividir o prêmio entre dois autores, uma vez que um prêmio partilhado corre o risco de ser considerado apenas "meio laureado". Os prêmios compartilhados são excepcionais e, mais recentemente, a Academia concedeu um prêmio compartilhado apenas em duas ocasiões, a Shmuel Yosef Agnon e Nelly Sachs em 1966, e a Eyvind Johnson e Harry Martinson em 1974.

### Reconhecimento por um trabalho específico
Os ganhadores do Prêmio Nobel de Literatura são premiados pelo trabalho da vida do autor, mas em algumas ocasiões, a Academia destacou um trabalho específico para reconhecimento particular. Por exemplo, Knut Hamsun foi premiado em 1920 "por sua obra monumental, Crescimento do Solo", Thomas Mann em 1929 "principalmente por seu grande romance, Buddenbrooks, que ganhou reconhecimento cada vez maior como uma das obras clássicas da literatura contemporânea", John Galsworthy em 1932 "pela sua distinta arte de narração que assume a sua forma mais elevada na Saga Forsyte", Roger Martin du Gard em 1937 "pelo poder artístico e pela verdade com que retratou o conflito humano, bem como alguns aspectos fundamentais do vida contemporânea em seu ciclo de romances Les Thibault", Ernest Hemingway em 1954 "pelo seu domínio da arte da narrativa, mais recentemente demonstrada em O Velho e o Mar, e pela influência que exerceu no estilo contemporâneo", e Mikhail Sholokhov em 1965 "pelo poder artístico e pela integridade com que, na sua epopeia do Don, deu expressão a uma fase histórica da vida do povo russo".

### Potenciais candidatos
As nomeações são mantidas em segredo por cinquenta anos até que estejam disponíveis publicamente no Banco de Dados de Nomeações para o Prêmio Nobel de Literatura. Atualmente, apenas as nomeações apresentadas entre 1901 e 1973 estão disponíveis para visualização pública.
| “ | E quanto aos rumores que circulam pelo mundo sobre certas pessoas sendo nomeadas para o Prêmio Nobel este ano? – Bem, ou é apenas um boato, ou alguém entre os indicados convidados vazou informações. Como as nomeações são mantidas em segredo durante 50 anos, será preciso esperar até lá para descobrir. | ” |

Os candidatos indicados são geralmente considerados pelo comitê do Nobel durante anos, mas já aconteceu em diversas ocasiões que um autor foi premiado instantaneamente após apenas uma indicação. Além do primeiro laureado em 1901, Sully Prudhomme, estes incluem Theodor Mommsen em 1902, Rudolf Eucken em 1908, Paul Heyse em 1910, Rabindranath Tagore em 1913, Sinclair Lewis em 1930, Luigi Pirandello em 1934, Pearl Buck em 1938, William Faulkner em 1950 (o prêmio de 1949) e Bertrand Russell em 1950.
Os antigos laureados com o Prêmio Nobel de Literatura podem nomear os seus candidatos para o prêmio e, por vezes, as suas propostas foram posteriormente laureadas com o prêmio. O laureado de 1912, Gerhart Hauptmann, nomeou Verner von Heidenstam (premiado em 1916) e Thomas Mann (premiado em 1929), o laureado de 1915 Romain Rolland propôs Ivan Bunin (premiado em 1933), Thomas Mann nomeou Hermann Hesse (premiado em 1946) em 1931, o laureado de 1951 Pär Lagerkvist foi proposto por André Gide e Roger Martin du Gard, e o laureado de 1960 Saint-John Perse foi indicado várias vezes pelo laureado de 1948 TS Eliot.

## Impacto social
O Prêmio Nobel significa não apenas um reconhecimento profissional, mas também um reconhecimento social mais amplo para o laureado. No caso do prémio Nobel da literatura, isto também é indicado pelo aumento do interesse dos leitores. Após a publicação do prêmio de Imre Kertész, por exemplo, seus trabalhos publicados em formato e-book foram vistos 48 mil vezes em uma semana no site da Academia Digital. No entanto, o aumento do interesse não significa necessariamente um aumento nas vendas de livros: segundo de acordo com as estatísticas da Amazon, o prémio Nobel não melhorou as estatísticas de vendas de Kao Hsing-chien, Dario Fo, Wisława Szymborska, Imre Kertész ou Elfriede Jelinek, mas, ao mesmo tempo, a procura de livros de Günter Grass e V.S. JM Coetzee aumentou de forma mensurável no período após a concessão do prêmio. Segundo a editora S. Fischer de Frankfurt, o interesse aumenta significativamente se o escritor já era conhecido antes do Prêmio Nobel. Por exemplo, quando Thomas Mann ganhou o Prémio Nobel, 450 000 cópias do seu romance Buddenbrook House foram impressas em um mês.
O título também resulta em certas expectativas sociais: os premiados não são apenas solicitados a escrever, mas também a dar conselhos, discursos e participação em eventos políticos e sociais. O interesse social aparece antes mesmo da entrega do prêmio: surgem especulações na mídia sobre a pessoa esperada do premiado, podendo até fazer apostas em escritores individuais. Com base nas estatísticas, parece que depois de ganharem o Prémio Nobel, os escritores recebem menos prêmios do que antes: os laureados no período 1901-2000 receberam uma média de 2,6 prêmios antes do Prémio Nobel, e apenas 0,9 depois.
Ocorreu que os debates e críticas relacionadas à pessoa do candidato saíram do campo da literatura e abrangeram questões importantes da sociedade de determinado país, isso aconteceu, por exemplo, no caso de Imre Kertész e Elfriede Jelinek.

## Controvérsias e críticas
Embora o Prêmio Nobel de Literatura tenha se tornado o prêmio de literatura de maior prestígio do mundo, a Academia Sueca atraiu críticas significativas pela forma como lidou com o prêmio. Muitos autores que ganharam o prêmio caíram na obscuridade, enquanto outros rejeitados pelo júri permanecem amplamente estudados e lidos. No Wall Street Journal, Joseph Epstein escreveu: "Você pode não saber, mas você e eu somos membros de um clube cujos colegas incluem Leo Tolstoy, Henry James, Anton Chekhov, Mark Twain, Henrik Ibsen, Marcel Proust, James Joyce, Jorge Luis Borges e Vladimir Nabokov. O clube é o Não Vencedor do Prêmio Nobel de Literatura. Todos esses escritores autenticamente grandes, ainda vivos quando o prêmio, iniciado em 1901, estava sendo concedido, não o ganharam. Outros nomes notáveis do cânone não-ocidental que foram ignorados apesar de terem sido nomeados diversas vezes para o prêmio incluem Sri Aurobindo e Dr. Sarvepalli Radhakrishnan. O prêmio "tornou-se amplamente visto como político - um prêmio da paz disfarçado como literário", cujos juízes têm preconceito contra autores com gostos políticos diferentes dos seus.
A formulação "vaga" do Nobel para os critérios do prêmio gerou controvérsias recorrentes. No original sueco, a palavra idealisk é traduzida como "ideal". A interpretação do Comitê do Nobel tem variado ao longo dos anos. Nos últimos anos, isto significa uma espécie de idealismo que defende os direitos humanos em larga escala.

### Controvérsias acerca dos selecionados do Nobel
De 1901 a 1912, o comitê, liderado pelo conservador Carl David af Wirsén, avaliou a qualidade literária de uma obra em relação à sua contribuição para a busca do "ideal" pela humanidade. Leo Tolstoy, Henrik Ibsen, Émile Zola e Mark Twain foram rejeitados em favor de autores que em sua maioria são pouco lidos hoje. Mais tarde, o prémio tem sido frequentemente controverso devido às escolhas eurocêntricas dos laureados da Academia Sueca, ou por razões políticas, como visto nos anos de 1970, 2005 e 2019, e pela Academia premiar os seus próprios membros, como aconteceu em 1974.
O primeiro prêmio em 1901, concedido ao poeta francês Sully Prudhomme, foi fortemente criticado. Muitos acreditavam que o escritor russo Leon Tolstoy deveria ter recebido o primeiro prêmio Nobel de literatura. A escolha de Selma Lagerlöf (Suécia de 1858 a 1940) como ganhadora do Prêmio Nobel em 1909 (pelo 'idealismo elevado, imaginação vívida e percepção espiritual que caracteriza seus escritos') seguiu um debate acirrado por causa de seu estilo de escrita e assunto que quebrou os decoros literários do tempo. O dramaturgo espanhol Àngel Guimerà, que escreveu em catalão, foi indicado 23 vezes para o Prêmio Nobel, embora nunca tenha vencido, devido a controvérsias sobre o significado político do gesto. Foi candidato ao Prêmio Nobel em 1904, a ser compartilhado com o escritor provençal Frédéric Mistral, em reconhecimento de suas contribuições para a literatura em línguas não oficiais. A pressão política do governo central da Espanha, que tornou esse prêmio impossível, acabou sendo concedida a Mistral e ao dramaturgo espanhol José Echegaray. De acordo com os arquivos da Academia Sueca estudados pelo jornal Le Monde em sua abertura em 2008, o romancista e intelectual francês André Malraux foi seriamente considerado para o prêmio na década de 1950. Malraux estava competindo com Albert Camus, mas foi rejeitado várias vezes, especialmente em 1954 e 1955, "desde que não volte ao romance". Assim, Camus foi premiado em 1957. Alguns atribuem a W. H. Auden não ter recebido o Prêmio Nobel de Literatura por erros em sua tradução do Vägmärken (Markings) de 1961, ganhador do Prêmio da Paz, e declarações que Auden fez durante uma turnê escandinava sugerindo que Hammarskjöld era homossexual, como Auden.
Em 1962, John Steinbeck recebeu o Prêmio Nobel de Literatura. A seleção foi fortemente criticada e descrita como "um dos maiores erros da Academia" em um jornal sueco. O New York Times perguntou por que o comitê do Nobel deu o prêmio a um autor cujo "talento limitado é, em seus melhores livros, diluído pela filosofia da décima taxa", acrescentando: "achamos interessante que o louro não tenha sido concedido a um escritor ... cuja significância, influência e corpo de trabalho já causaram uma impressão mais profunda na literatura de nossa época ". O próprio Steinbeck, quando perguntado no dia do anúncio se ele merecia o Nobel, respondeu: "Francamente, não". Em 2012 (50 anos depois), o Prêmio Nobel abriu seus arquivos e foi revelado que Steinbeck era uma "escolha de compromisso" entre uma lista composta por Steinbeck, os autores britânicos Robert Graves e Lawrence Durrell, o dramaturgo francês Jean Anouilh e a autora dinamarquesa Karen Blixen. Os documentos desclassificados mostraram que foi escolhido como o melhor de um lote mau: "Não há nenhum candidato óbvio para o prêmio Nobel e o comitê do prêmio está em uma situação nada invejável", escreveu o membro do comitê Henry Olsson.
Em 1964, Jean-Paul Sartre foi agraciado com o Prêmio Nobel de Literatura, mas escreveu recusando, afirmando que "não é a mesma coisa se eu assino Jean-Paul Sartre ou se eu assino Jean-Paul Sartre, laureado com o Prêmio Nobel. Um escritor deve recusar-se a se transformar em uma instituição, mesmo que isso ocorra da forma mais honrosa". No entanto, foi premiado. O escritor dissidente soviético Aleksandr Solzhenitsyn, o laureado de 1970, não compareceu à cerimônia do Prêmio Nobel em Estocolmo por temer que a URSS impedisse seu retorno depois (seus trabalhos foram distribuídos de forma clandestina). Depois que o governo sueco se recusou a honrar Solzhenitsyn com uma cerimônia pública de premiação e palestra em sua embaixada em Moscou, Solzhenitsyn recusou o prêmio, comentando que as condições impostas pelos suecos (que preferiam uma cerimônia privada) eram "um insulto ao próprio Prêmio Nobel". Solzhenitsyn não aceitou o prêmio e prêmio em dinheiro até 10 de dezembro de 1974, depois de ter sido deportado da União Soviética. Em 1974, Graham Greene, Vladimir Nabokov e Saul Bellow foram considerados, mas rejeitados em favor de um prêmio conjunto para os autores suecos Eyvind Johnson e Harry Martinson, ambos membros da Academia Sueca na época, e desconhecidos fora de seu país de origem. Bellow recebeu o Prêmio Nobel de Literatura em 1976; nem Greene nem Nabokov foram premiados.
O escritor argentino Jorge Luis Borges foi indicado ao Prêmio várias vezes, mas, como afirma Edwin Williamson, biógrafo de Borges, a Academia não o premiou, provavelmente por causa de seu apoio a certos ditadores militares de direita argentinos e chilenos, inclusive Augusto Pinochet, que, de acordo com a revisão de Tóibín de Borges: A Life, de Williamson, tinha contextos sociais e pessoais complexos. A escolha do laureado de 2004, Elfriede Jelinek, foi protestada por um membro da Academia Sueca, Knut Ahnlund, que não desempenhou um papel ativo na Academia desde 1996; Ahnlund renunciou, alegando que a seleção de Jelinek havia causado "danos irreparáveis" à reputação do prêmio.
A escolha de 2016 de Bob Dylan foi a primeira vez que um músico e compositor ganhou o Nobel de Literatura. O prêmio causou alguma controvérsia, particularmente entre escritores argumentando que os méritos literários da obra de Dylan não são iguais aos de alguns de seus pares. O escritor marroquino francês Pierre Assouline descreveu a decisão como "desdenhosa dos escritores". O romancista escocês Irvine Welsh disse: "Sou fã de Dylan, mas este é um prêmio de nostalgia mal concebido, arrancado das próstatas rançosas de hippies tagarelas e senis". O colega e amigo de composição de Dylan, Leonard Cohen, disse que não foram necessários prêmios para reconhecer a grandeza do homem que transformou a música pop com discos como a Highway 61 Revisited. "Para mim", disse Cohen, "[o Nobel] é como ganhar uma medalha no Monte Everest por ser a montanha mais alta". Escritor e comentarista Will Self escreveu que o prêmio "banalizou" Dylan, enquanto esperava que o laureado "seguisse Sartre ao rejeitar o prêmio".

### Realizações literárias negligenciadas
Na história do Prêmio Nobel de Literatura, muitas conquistas literárias foram negligenciadas. O historiador literário Kjell Espmark admitiu que "quanto aos primeiros prêmios, a censura de más escolhas e omissões flagrantes é frequentemente justificada. Tolstoi, Ibsen e Henry James deveriam ter sido recompensados em vez de, por exemplo, Sully Prudhomme, Eucken e Heyse. "Há omissões que estão além do controle do Comitê Nobel, como a morte prematura de um autor, como foi o caso de Marcel Proust, Italo Calvino e Roberto Bolaño. Segundo Kjell Espmark, "as principais obras de Kafka, Cavafy e Pessoa só foram publicadas depois de suas mortes e as verdadeiras dimensões da poesia de Mandelstam foram reveladas sobretudo nos poemas inéditos que sua esposa salvou da extinção e deu ao mundo muito tempo depois" que ele havia perecido em seu exílio siberiano". O romancista britânico Tim Parks atribuiu a interminável polêmica em torno das decisões do comitê do Nobel com a "tolice essencial do prêmio e nossa própria tolice em levá-lo a sério" e observou que "18 (ou 16) cidadãos suecos terão uma certa credibilidade ao pesar trabalhos de literatura sueca, mas que grupo poderia realmente pensar sobre o trabalho infinitamente variado de dezenas de diferentes tradições. E por que deveríamos pedir a eles que fizessem isso?".

### Críticas baseadas na nacionalidade
O foco do prêmio nos homens europeus, e nos suecos em particular, tem sido alvo de críticas, até mesmo por parte dos jornais suecos. A maioria dos laureados foram europeus, com a própria Suécia a receber mais prémios (8) do que toda a Ásia (7, se o turco Orhan Pamuk for incluído), bem como toda a América Latina (7, se o santa-lucense Derek Walcott for incluído). Em 2009, Horace Engdahl, então secretário permanente da Academia, declarou que "a Europa ainda é o centro do mundo literário" e que "os EUA estão demasiado isolados, demasiado insulares. participar do grande diálogo da literatura.".
Em 2009, o substituto de Engdahl, Peter Englund, rejeitou este sentimento: "Na maioria das áreas linguísticas... há autores que realmente merecem e poderiam receber o Prêmio Nobel e isso vale também para os Estados Unidos e as Américas" e reconheceu a natureza eurocêntrica do prêmio, dizendo: "Acho que isso é um problema. Tendemos a relacionar-nos mais facilmente com a literatura escrita na Europa e na tradição europeia." Sabe-se que os críticos americanos objetam que aqueles de seu próprio país, como Philip Roth, Thomas Pynchon e Cormac McCarthy, foram negligenciados, assim como os latino-americanos como Jorge Luis Borges, Julio Cortázar e Carlos Fuentes, enquanto em seu lugar, os europeus menos conhecidos naquele continente triunfaram. A atribuição de 2009 a Herta Müller, anteriormente pouco conhecida fora da Alemanha, mas muitas vezes considerada a favorita ao Prémio Nobel, reacendeu o ponto de vista de que a Academia Sueca era tendenciosa e eurocêntrica.
O prêmio de 2010 foi concedido a Mario Vargas Llosa, natural do Peru, uma decisão geralmente bem vista. Quando o prêmio de 2011 foi atribuído ao poeta sueco Tomas Tranströmer, o secretário permanente da Academia Sueca, Peter Englund, disse que o prêmio não foi decidido com base na política, descrevendo tal noção como "literatura para manequins". A Academia Sueca concedeu os próximos dois prêmios a não-europeus, ao chinês Mo Yan e à canadense Alice Munro. A vitória do escritor francês Patrick Modiano em 2014 renovou as questões do eurocentrismo, quando questionado pelo The Wall Street Journal "Portanto, não há americano este ano, mais uma vez. Por que isso?", Englund lembrou aos americanos as origens canadenses do ganhador do ano anterior, o desejo da Academia por qualidade literária e a impossibilidade de recompensar todos que merecem o prêmio.
O romancista britânico Tim Parks expressou ceticismo de que seja possível para "professores suecos... [comparar] um poeta da Indonésia, talvez traduzido para o inglês, com um romancista dos Camarões, talvez disponível apenas em francês, e outro que escreve em africâner mas é publicado em alemão e holandês...". Em 2021, 16 dos 118 beneficiários eram de origem escandinava. A Academia tem sido frequentemente acusada de ser tendenciosa em relação a autores europeus e, em particular, suecos.